# Dziady część II
Dziady część II – utwór dramatyczny Adama Mickiewicza należący do cyklu dramatów Dziady. Utwór powstawał w latach 1821–1822 w Kownie. Opublikowany został w roku 1823 w drugim tomie Poezji wraz z wierszem Upiór i dramatem Dziady część IV. 
Utwór niekiedy określany mianem Dziady wileńsko-kowieńskie, ze względu na miejsce powstania.

## Treść
Akcja toczy się w noc Dziadów, czyli 31 października od późnego wieczora do świtu w kaplicy, gdzie zebrała się grupa ludzi z pobliskiej wioski. Trwa ludowy obrzęd Dziadów, któremu przewodniczy Guślarz. Zebrani wzywają kolejno dusze czyśćcowe chcąc ulżyć im w cierpieniu. Na ich wezwanie przybywają trzy rodzaje duchów: 
- lekkie – Józio i Rózia (są to dzieci, które nie doświadczyły cierpienia i dlatego nie mogą dostać się do nieba)
- ciężkie – widmo złego pana (upiora skazanego na wieczną mękę za zło wyrządzone poddanym, którzy pod postacią „żarłocznego ptactwa” towarzyszą mu po śmierci)
- pośrednie – duch pasterki Zosi (jej wina polega na tym, że igrała z uczuciami innych)

Wieśniacy starają się w miarę możliwości ulżyć ich cierpieniom. Kiedy obrzęd dobiega końca, nieoczekiwanie zjawia się jednak kolejny duch, który nie reaguje na wezwania i przekleństwa Guślarza i reszty. Duch ten zmierza w stronę jednej z wieśniaczek i wskazuje na swoje zranione serce. Chłopi wyprowadzają wieśniaczkę, a widmo podąża za nimi.

## Morały zawarte w dramacie
- „Kto nie doznał goryczy ni razu, ten nie dozna słodyczy w niebie”.
- „Kto nie był ni razu człowiekiem, temu człowiek nic nie pomoże”.
- „Kto nie dotknął ziemi ni razu, ten nigdy nie może być w niebie”.

## WierszUpiór

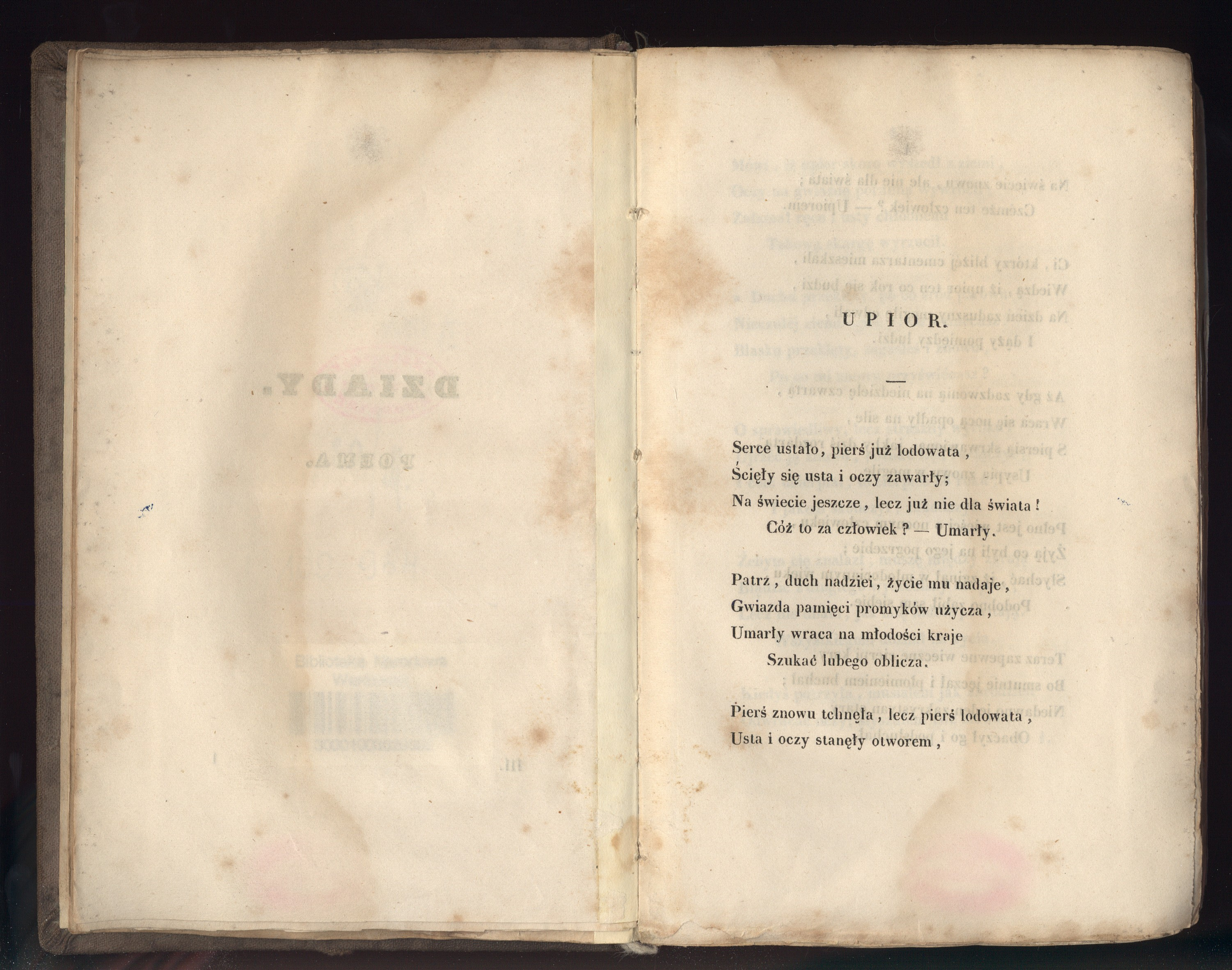
Wiersz Upiór (fragment)

Zjawienie się tajemniczego ducha w pewien sposób tłumaczy wiersz Upiór dołączony do Dziadów przez Mickiewicza. Tytułowy bohater tego utworu – postać o nieokreślonym statusie egzystencjalnym – nie żyje, ale i nie umarł ostatecznie, jest duchem  skazanym za grzech (samobójstwo) na karę corocznego powtarzania swego cierpienia na świecie. Cierpienie to jest związane z nieszczęśliwą miłością i życiem wśród ludzi, którzy go nie rozumieją. Bohater Upiora nie jest jednak tożsamy z nieznaną zjawą z II części Dziadów, aczkolwiek posiada podobne cechy.